# 森永康平
森永 康平（もりなが こうへい、1985年〈昭和60年〉2月5日 - ）は、日本の証券アナリスト、経済評論家、実業家。株式会社マネネ代表取締役社長。父は経済アナリストの森永卓郎、祖父は元毎日新聞社記者、獨協大学外国語学部教授の森永京一。

## 来歴
埼玉県所沢市出身で、幼少期は小児喘息やアトピーのため激しい運動ができなかった。中学生時代に、父が勤務先で執筆した経済リポートを持ち帰り「裏紙に絵でも描くのに使え」と与えた。絵を描くのに飽きた頃に経済リポートを読んだが、基礎知識がなく理解が難しく、解説を頼むと経済学の教科書を2冊渡されて「自分で勉強しろ」と諭されて以来経済に興味をいだく。川越市の高校を卒業し、2007年3月に明治大学政治経済学部を卒業してSBIホールディングスに入社する。
SBIアセットマネジメントで日本の中小型株式のアナリストを務め、エコノミスト業務も担当する。2010年からSBI証券投資調査部外国株式課で機関投資家として企業分析やマクロ分析を担当し、2013年から同証券会社兼商品企画部外国株式室長 グローバルストラテジストを兼任する。インドネシアに1年以上駐在後、外資系運用会社へ転職する。楽天証券で新規事業立ち上げを担当し、以後台湾の金融系IT企業、マレーシアで起業を経て、2018年6月に子供向け金融教育を主業とする株式会社マネネを設立して代表取締役社長に就く。現在はキャッシュレスベンチャー企業のCOOや、AIベンチャー企業のCFOを兼務する。
SBI証券勤務時代から投資情報を発信して「森永卓郎の息子」と称され、2012年以降マスメディアで共演する。

## 公職
- 経済産業省「物価高における流通業のあり方検討会」委員

## 人物
- 中学3年時に父がタレント活動を開始し、『ニュースステーション』（テレビ朝日）やバラエティ番組に出演し始めたことは周囲の人々から指摘されて気付く。父が出演した番組でも発信されたが、4歳年下の弟と「父親みたいな生き方をしない」と互いに誓い合う[1]。父は仕事で帰宅が遅く休日も家族と過ごす日数が少なく、家庭内で「母子家庭である」と認識され、卓郎を赤の他人扱いをした時期がある。父とともに外出する時は変装させて時間差で動くように指示していた[8]。メディア発信を始めて以後、共演者から父親似と言われるが本人は「母親似である」と語る[9]。
- 父から渡された経済学の参考書を中学時分で読了したことから経済に興味を持ち、大学は政治経済学部に進学した。既に基礎知識が身に付いていたので大学の授業は易しかった[1]。
- 証券会社で新興国などの経済分析を務めて海外出張も多かったが、8時間以上の長時間搭乗が苦痛でトランジットする旅程を組んだ。のちに長時間フライトになりにくいASEAN各国がメインの調査対象になった[10]。
- 父は康平をマリオと名付ける予定であった[11]。
- 文化放送『おはよう寺ちゃん』で毎週水曜日にレギュラー出演し、司会の寺島尚正が卓郎のラジオの発言引用してコメントを求めると、同業の父を老害や時代遅れとして批判した。
- 2023年9月に小比類巻貴之がプロデュースするキックボクシングイベント「EXECUTIVE FIGHT 武士道」にキックボクサーとして出場し、10月には地下格闘技イベント「令和熾烈大合戦」に総合格闘技ルールで出場。2024年8月30日に行われた-55キロ級 初代王座決定戦（2分2R）で勝利し、初代王者となった[12]。

## 著作

### 単著
- 『MMTが日本を救う』宝島社新書、2020年6月10日。ISBN 978-4-299005885。
- 『いちばんカンタン つみたて投資の教科書』あさ出版、2020年7月17日。ISBN 978-4-866672229。
- 『毎月1万円で2000万円つくる! つみたて投資・仕組み術』明日香出版、2021年1月15日。ISBN 978-4756921192。
- 『誰も教えてくれないお金と経済のしくみ 』あさ出版、2021年5月15日。ISBN 978-4866672847。
- 『スタグフレーションの時代 』宝島社新書、2022年4月8日。ISBN 978-4299028235
- 『経済指標 読み方がわかる事典 日本&世界の景気を把握し先読みする 』日本実業出版社、2022年6月17日。ISBN 978-4534059307
- 『マンガでわかるお金の本  小学生から知っておきたい使い方 貯め方 増やし方 守り方 』大和書房、2022年7月14日。ISBN 978-4479785620
- 『「国の借金は問題ない」って本当ですか？〜森永先生！経済ど素人の私に、MMTの基本を教えてください。』技術評論社、2022年10月14日。ISBN 978-4297130107
- 『大値上がり時代のスゴイお金戦略』扶桑社、2022年10月19日。ISBN 9784594092818

### 共著
- 森永康平、森永卓郎『親子ゼニ問答』角川新書、2019年8月10日。ISBN 978-4-040823102。
- 森永康平、田中秀臣 『田中秀臣・森永康平の Nippon学: 三浦春馬、『日本製』、文化と経済』読書人、2022年3月3日。　ISBN  978-4924671515
- 森永康平、三田紀房 『『インベスターZ』でお金の偏差値を上げる (1) 』、コルク、2022年8月10日（電子版）ASIN B0B93KBZXN

## 出演番組

### テレビ
- 有田哲平と高嶋ちさ子の人生イロイロ超会議 （TBSテレビ） - 2019年6月3日
- 新・情報7DAYS ニュースキャスター （TBSテレビ） - 2020年9月19日、2020年10月24日、2021年1月23日、2021年5月22日　※特集コーナーにVTR出演
- バラいろダンディ（TOKYO MX）- 2021年6月14日、2022年1月10日
- 淳のスタートアップ！ 業界新聞読んだらビジネスチャンス見つけちゃいました！（BS12） - 2021年3月18日
- 全力！脱力タイムズ（フジテレビ）- 2021年7月30日
- Nスタ（TBSテレビ）- 2021年9月９日、2021年10月14日、2022年2月28日、2022年9月30日
- 情報ライブミヤネ屋（読売テレビ） - 2021年11月24日、2022年５月31日、2024年2月14日
- なっ得！マネー先生～令和のお金サバイバル塾～(テレビ朝日）- 2022年1月8日、
- Front Japan 桜　（新日本文化チャンネル桜）　キャスターとして
- The Q&A　（文化人放送局）　2021年12月11日
- 投資のリアル（なるほど!投資ゼミナール）　2022年1月より　開始レギュラーコメンテーター
- 報道ステーション（テレビ朝日）2022年6月7日
- そこまで言って委員会NP（読売テレビ）　2022年6月5日
- 福岡NEWSファイル CUBE（テレビ西日本）2022年４月30日、2022年6月11日
- サンデー・フロントライン（テレビ朝日） - 2010年10月10日
- THE TIME（TBS）- 2022年8月30日
- ビートたけしのTVタックル（テレビ朝日）- 2023年1月29日
- モヤモヤ解SHOW！ニュース大明神～迷えるボクらを導きたまえ！（テレビ朝日）～- 2023年1月3日
- よんチャンTV（毎日放送テレビ） - 2023年2月9日

### ラジオ
- 夕焼けマーケッツ（ラジオNIKKEI） - 2013年3月29日
- マーケットプレス（ラジオNIKKEI） - 2020年8月18日
- 垣花正 あなたとハッピー!（ニッポン放送） - 2019年5月29日、8月14日、2023年12月28日
- 大竹まこと ゴールデンラジオ!（文化放送）- 2019年8月19日、 2022年1月10日
- おはよう寺ちゃん（文化放送） - 毎週水曜日レギュラー
- 辛坊治郎ズーム そこまで言うか!（ニッポン放送） - 2020年6月25日
- 飯田浩司のOK! Cozy up!（ニッポン放送） - 2020年10月1日
- お早う! ニュースネットワーク（ニッポン放送）- 2020年8月18日
- 『ロンドンブーツ１号・２号田村淳のNewsCLUB』（文化放送）- 2023年1月21日

### インターネット映像配信
- 森永康平のビズアップチャンネル https://www.youtube.com/channel/UCmXdiKX0ZPOocIMXQG6XJPA
- 森永康平のリアル経済学 https://www.youtube.com/channel/UCo6dMRnCsGl76JK_BnC0W-Q
- Wの悲喜劇 (AbemaNews) - 2018年12月30日
- AbemaPrime (AbemaNews) - 2019年4月22日、2020年4月7日
- チャンネル桜 - 2021年1月2日、2021年2月3日、2021年5月14日
- ビジネス議論番組「2 Sides」(NewsPicks) - 2022年1月10日、2023年1月16日
- update（NewsPicks ） - 2022年4月19日
- 洋一の部屋（文化人放送局）- 2022年6月6日
- 別冊！ニューソク通信（ニューソク通信社）- 2022年6月6日
- 週刊トレーダーズ・アイ（日経CNBC）- 2022年7月8日、7月22日、8月5日、9月16日、9月16日、9月22日
- 日経テレ東大学 - 2022年9月24日
- IRTV個人投資家研究所- 2022年4月18日、2022年4月20日
- 闇鍋ジャーナル（仮）　2023年3月14日

## コラム
- お金の育て方（マネープラス） https://media.moneyforward.com/series/40

- 0歳からの「お金の話」 (Forbes JAPAN) https://forbesjapan.com/author/detail/1152

- 個人消費の“風”を読む～購買ビッグデータから見える今～（日経クロストレンド） https://xtrend.nikkei.com/authors/19/00153/

- Business Insider Japan https://www.businessinsider.jp/author/kouhei-morinaga/

- ARUHIマガジン https://magazine.aruhi-corp.co.jp/writer/50389/

- 東洋経済ONLINE https://toyokeizai.net/

- CHANTO　WEB https://chanto.jp.net/